# Lethe diluta
Lethe diluta är en fjärilsart som beskrevs av Teiso Esaki 1924. Lethe diluta ingår i släktet Lethe och familjen praktfjärilar. Inga underarter finns listade i Catalogue of Life.